# Bakary N’Diaye
Bakary Moussa N’Diaye (ur. 26 listopada 1998 w Nawakszucie) – mauretański piłkarz grający na pozycji środkowego obrońcy. Od 2022 jest zawodnikiem klubu Al-Hedood FC.

## Kariera klubowa
Swoją karierę piłkarską N’Diaye rozpoczął w klubie FC Tevragh-Zeina. W sezonie 2014/2015 zadebiutował w jego barwach w pierwszej lidze mauretańskiej. W debiutanckim sezonie wywalczył z nim mistrzostwo kraju. Z kolei w sezonie 2015/2016 sięgnął po dublet - mistrzostwo i Puchar Mauretanii. W sezonie 2016/2017 został wicemistrzem kraju. W latach 2017–2020 grał w marokańskim Difaâ El Jadida, a w sezonie 2020/2021 w hiszpańskim Polvorín FC. W sezonie 2021/2022 najpierw grał w greckim AE Rodos, a następnie w FC Tevragh-Zeina, z którym został wicemistrzem Mauretanii. W 2022 przeszedł do irackiego Al-Hedood FC.

## Kariera reprezentacyjna
W reprezentacji Mauretanii N’Diaye zadebiutował 28 maja 2016 w wygranym 2:0 towarzyskim meczu z Gabonem, rozegranym w Sant Adrià de Besòs. W 2019 roku powołano go do kadry na Puchar Narodów Afryki 2019. Zagrał w nim w trzech meczach grupowych: z Mali (1:4), z Angolą (0:0) i z Tunezją (0:0).